# Zygmunt Muchniewski
Zygmunt Muchniewski  (né le 30 juillet 1896 mort le 5 janvier 1979 à Londres) est un homme d'État polonais. Il est premier ministre du Gouvernement polonais en exil de juillet 1970 à août 1972.

## Biographie
Il est garde dans une brigade de surveillance aux frontières au début des années 1930. Il devient conseiller du gouverneur de province à Tczew en 1932. En 1939 il dirige le service de sociologie politique à la préfecture de région à Cracovie. Il rejoint le Parti travailliste polonais (Stronnictwo Pracy) proche du programme chrétien-démocrate. Il combat dans les rangs de l'armée polonaise en septembre 1939 pendant la Seconde Guerre mondiale puis entre dans un mouvement de résistance. Il s'installe à Londres en 1948. Sous-secrétaire d'État en 1958 dans le gouvernement polonais en exil, en 1961 il est ministre du Culte, de l'Éducation et de la Culture dans le deuxième cabinet d'Antoni Pająk. En 1963 il est ministre de l'émigration jusqu'en 1970. Il est nommé Premier ministre par le président August Zaleski le 16 juillet 1970.